# Origination
L'origination est un secteur de la finance. L'origination consiste à être à l'origine de l'émission de valeurs mobilières tant sur les marchés domestiques et étrangers qu'internationaux.

## Clientèle
La clientèle est généralement celle des multinationales, ou d'organismes internationaux, dans la recherche de financements de montants élevés.

## Financement
Le financement consiste à trouver les solutions les plus rentables, permettant de couvrir les risques de changes (Swap), des types de financements (eurobond, clauses multidevises...) voire élaborer une syndication bancaire internationale. Une fois conçue l'origination est lancée sur les marchés financiers.